# Luc Étienne
Luc Étienne (wirklicher Name: Luc Étienne Périn; * 8. September 1908 in Neuflize; † 27. November 1984 in Reims) war ein französischer Schriftsteller.

## Leben
Luc Étienne Périn besuchte das Gymnasium in Charleville-Mézières und war ab 1945 Mathematiklehrer in Reims. 1948 war er Gründungsmitglied des Collège de ’Pataphysique, ab 1970 Mitglied von Oulipo. Er war (unter dem Pseudonym Luc Étienne) der anerkannte Meister des Contrepet oder Schüttelreims, eines Wortspieltyps mit Vertauschung von Buchstaben (berühmtes Beispiel von Rabelais: Femme folle à la messe = Femme molle à la fesse) und betreute über Jahrzehnte in der satirischen Wochenzeitung Le Canard enchaîné die dem Contrepet gewidmete Rubrik Sur l'Album de la Comtesse, in der anstößige Lesarten versteckt waren. Zusammen mit Alphonse Boudard schrieb er ein Lehrbuch des Argot nach der Assimil-Methode (L’argot sans peine „Argot ohne Mühe“), dem die Autoren den Wortspieltitel La Méthode à Mimile (statt Méthode ASSIMIL, Mimile = Émile) gaben.

## Veröffentlichungen (Auswahl)
- L'Art du contrepet. Petit traité à l'usage des amateurs pour résoudre les contrepèteries proposées et en inventer de nouvelles. Suivi d'un commentaire d'André Thérive. J.-J. Pauvert, Paris 1957. Livre de poche 1972. Simoën, Paris 1979. Garnier, Paris 1983. Har-po, Paris 1987.
- L'Art de la charade à tiroirs. J.-J. Pauvert, Paris 1965. Livre de poche 1972.
- (mit Alphonse Boudard) La Méthode à Mimile. L’argot sans peine. La Jeune Parque, Paris 1970. Livre de poche 1974. Le Pré aux clercs, Paris 1990. Rocher, Monaco 1998. France Loisirs, Paris 2016.